# Lista de governantes da Estíria
Esta é uma lista de governantes da Estíria. 

## Marqueses da Estíria

### Casa de Otacar
| # | Nome       |  | Início do governo      | Fim do governo         | Cognome(s) | Notas                           |
| - | ---------- |  | ---------------------- | ---------------------- | ---------- | ------------------------------- |
| 1 | Otacar I   |  | 1055                   | 1064                   |            | Primeiro governante da Estíria. |
| 2 | Adalberto  |  | 1064                   | 1086                   |            |                                 |
| 3 | Otacar II  |  | 1086                   | 28 de Novembro de 1122 |            |                                 |
| 4 | Leopoldo I |  | 28 de Novembro de 1122 | 1129                   | O Forte    |                                 |
| 5 | Otacar III |  | 1129                   | 31 de Dezembro de 1164 |            |                                 |
| 6 | Otacar IV  |  | 31 de Dezembro de 1164 | 1180                   |            |                                 |

## Duques da Estíria
Em 1180, a marca foi elevado a ducado.

### Casa de Otacar
| # | Nome      |  | Início do governo | Fim do governo    | Cognome(s) | Notas |
| - | --------- |  | ----------------- | ----------------- | ---------- | ----- |
| 6 | Otacar IV |  | 1180              | 8 de Maio de 1192 |            |       |

## Casa de Babemburgo
| # | Nome         |  | Início do governo      | Fim do governo         | Cognome(s)    | Notas |
| - | ------------ |  | ---------------------- | ---------------------- | ------------- | ----- |
| 7 | Leopoldo II  |  | 8 de Maio de 1192      | 31 de Dezembro de 1194 | O Virtuoso    |       |
| 8 | Leopoldo III |  | 31 de Dezembro de 1194 | 28 de Julho de 1230    | O Glorioso    |       |
| 9 | Frederico I  |  | 28 de Julho de 1230    | 15 de Junho de 1246    | O Conflituoso |       |

Interregno:1246-1251

## Dinastia premislida
| #  | Nome     |  | Início do governo | Fim do governo       | Cognome(s) | Notas |
| -- | -------- |  | ----------------- | -------------------- | ---------- | ----- |
| 10 | Otacar V |  | 1251              | 26 de Agosto de 1278 |            |       |

## Casa de Habsburgo
| #  | Nome          |  | Início do governo     | Fim do governo          | Cognome(s) | Notas                                              |
| -- | ------------- |  | --------------------- | ----------------------- | ---------- | -------------------------------------------------- |
| 11 | Rodolfo I     |  | 26 de Agosto de 1278  | 1282                    |            |                                                    |
| 12 | Alberto I     |  | 1282                  | 1 de Maio de 1308       |            |                                                    |
| 13 | Rodolfo II    |  | 1282                  | 1283                    |            |                                                    |
| 14 | Rodolfo III   |  | 1298                  | 3 de Julho de 1307      | O Bom      |                                                    |
| 15 | Frederico II  |  | 1 de Maio de 1308     | 13 de Janeiro de 1330   | O Belo     |                                                    |
| 16 | Leopoldo IV   |  | 1308                  | 28 de Fevereiro de 1326 | O Glorioso |                                                    |
| 17 | Alberto II    |  | 13 de Janeiro de 1330 | 16 de Agosto de 1358    | O Sábio    |                                                    |
| 18 | Otão I        |  | 1330                  | 17 de Fevereiro de 1339 | O Feliz    |                                                    |
| 19 | Frederico III |  | 16 de Agosto de 1358  | 1362                    |            | Governa conjuntamente com o seu irmão, Rodolfo IV. |
| 20 | Rodolfo IV    |  | 16 de Agosto de 1358  | 27 de Julho de 1365     | O Fundador |                                                    |
| 21 | Alberto III   |  | 27 de Julho de 1365   | 1379                    |            | Irmão de Rodolfo IV                                |
| 22 | Leopoldo V    |  | 27 de Julho de 1365   | 9 de Julho de 1386      |            | Irmão de Rodolfo IV.                               |

### Linha leopoldina
| #  | Nome         |  | Início do governo   | Fim do governo        | Cognome(s)  | Notas                  |
| -- | ------------ |  | ------------------- | --------------------- | ----------- | ---------------------- |
| 23 | Guilherme I  |  | 9 de Julho de 1386  | 15 de Julho de 1406   | O Ambicioso |                        |
| 24 | Ernesto I    |  | 15 de Julho de 1406 | 10 de Junho de 1424   | O de Ferro  |                        |
| 25 | Frederico IV |  | 10 de Junho de 1424 | 19 de Agosto de 1493  |             |                        |
| 26 | Alberto IV   |  | 10 de Junho de 1424 | 2 de Dezembro de 1463 |             | irmão de Frederico IV. |

### Reunificação e redivisão
| #  | Nome          |  | Início do governo     | Fim do governo        | Cognome(s) | Notas |
| -- | ------------- |  | --------------------- | --------------------- | ---------- | --- |
| 27 | Maximiliano I |  | 1493                  | 12 de Janeiro de 1519 |            | |
| 28 | Carlos I      |  | 12 de Janeiro de 1519 | 1521                  |            | Neto de Maximiliano I. Também Carlos I, Rei das Espanhas, que foram passadas em 1556 a Filipe II de Espanha. |
| 29 | Fernando I    |  | 1521                  | 25 de Julho de 1564   |            | Irmão de Carlos V                                                                                            |
| 30 | Carlos II     |  | 25 de Julho de 1564   | 10 de Julho de 1590   |            | |
| 31 | Fernando III  |  | 10 de Julho de 1590   | 1619                  |            | |

A lista continua em Lista de soberanos da Áustria.